# Лъбък (окръг, Тексас)
Окръг Лъбък (на английски: Lubbock County) е окръг в щата Тексас, Съединени американски щати. Площта му е 2334 km², а населението - 242 628 души (2000). Административен център е град Лъбък.